# 海基X波段雷達
海基X波段雷達（英語：Sea-Based X-Band Radar, SBX），是一種可在遠海的大型風浪中維持運作、以螺旋槳推進的自走機動X波段雷達站，為美國國家飛彈防禦署陸基中段防禦系統（NMD）的一環。
海基X波段雷達安裝在一個挪威設計、俄國製造的第五代可半潛雙船體鑽油平台。鑽油平台的改造在德州布朗斯維爾的AmFELS造船廠完成，雷達的製造和安裝則是在德州英格塞德奇威造船廠完成。此雷達將部署在阿拉斯加艾達克島（Adak Island），但也可以漫遊太平洋以偵測彈道飛彈的入侵。

## 基本資料
- 平台長度: 116公尺（380英尺）
- 平台高度: 85公尺（280英尺）從龍骨至雷達罩頂端
- 吃水:10公尺
- 造價: 九億美金
- 成員編制: 約75-85名
- 雷達探測距離: 2000公里（1242英里）
- 航速：9節（17每小時；10英里每小時）
- 排水量：50000吨

## 詳細介紹
此雷達包含許多小的雷達罩和一個重1814公噸（4百萬磅）的相位陣列雷達天線，此相位陣列雷達佔地384平方公尺，擁有超過3萬組傳送接收（T/R）模組，這些傳送接收模組大間格分佈，這種分佈方式使雷達可以追蹤極遠距離的目標，以支援戰區高度區域防禦系統（THAAD）外大氣層目標導引所需，這個陣列雷達需要超過一百萬瓦的電力運作。
此雷達從神盾戰鬥系統使用的雷達變化而來，是美國飛彈防禦局（MDA）為防禦彈道飛彈而部署。為了有效對應短程與較小型的彈道飛彈，此雷達與神盾系統的一個重要不同在於使用高解析度的X波段雷達。
神盾系統使用S波段雷達，愛國者飛彈系統使用C波段雷達。此平台是雷神公司的防衛系統部門為波音公司設計和製造的，波音公司是飛彈防禦局此計劃的主要合約商。
此平台是飛彈防禦局陸基中途防禦系統（GMD）的一部份，身為海基使得此平台可以移動到需要加強飛彈防禦的地區，因為地球曲率的關係，固定式雷達能含蓋的範圍有很大限制。
第一艘此類船隻將部署在阿拉斯加艾達克島，此島是阿留申群島的一部分，在這個位置她可以追蹤在北韓和中國上方的飛彈。雖然她的母港是在阿拉斯加，但她會被付予需要移動到太平洋各地完成的任務。
按照飛彈防禦局局長崔·歐貝林（Trey Obering）中將的形容，SBX可以從契沙比克灣追蹤在舊金山上方棒球大小的物體（距離約2,900英里（4,700）），此雷達將導引美國從阿拉斯加和加州發射的飛彈，以及戰區內的軍事裝備。
從2002年開始，此系統已經完成六次成功攔截測試。
2015年洛杉磯時報報導稱在對數千頁專家報告、國會聽證、各部委文件和對數十名國防及航天技術領域專家採訪的基礎上做出結論，即「海基X波段雷達」是一沒有效率的系統。原應在2005年列裝，但至今仍停在夏威夷的珍珠港待命。

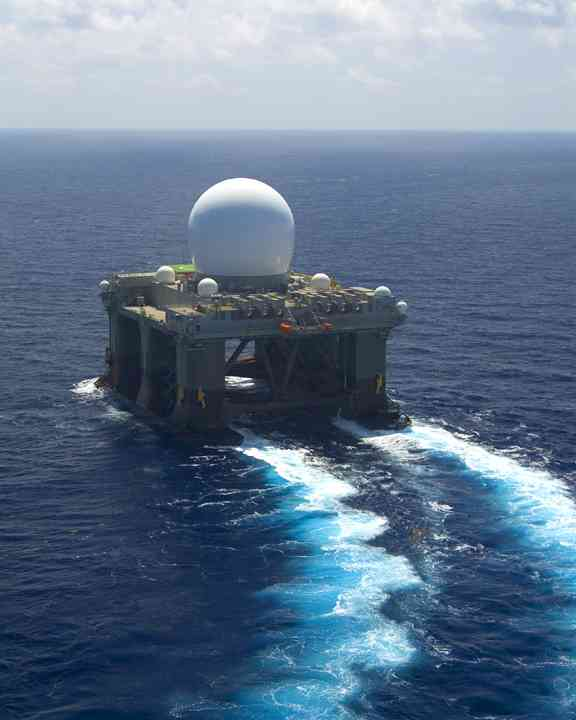
在海上以自身動力前進中的SBX。
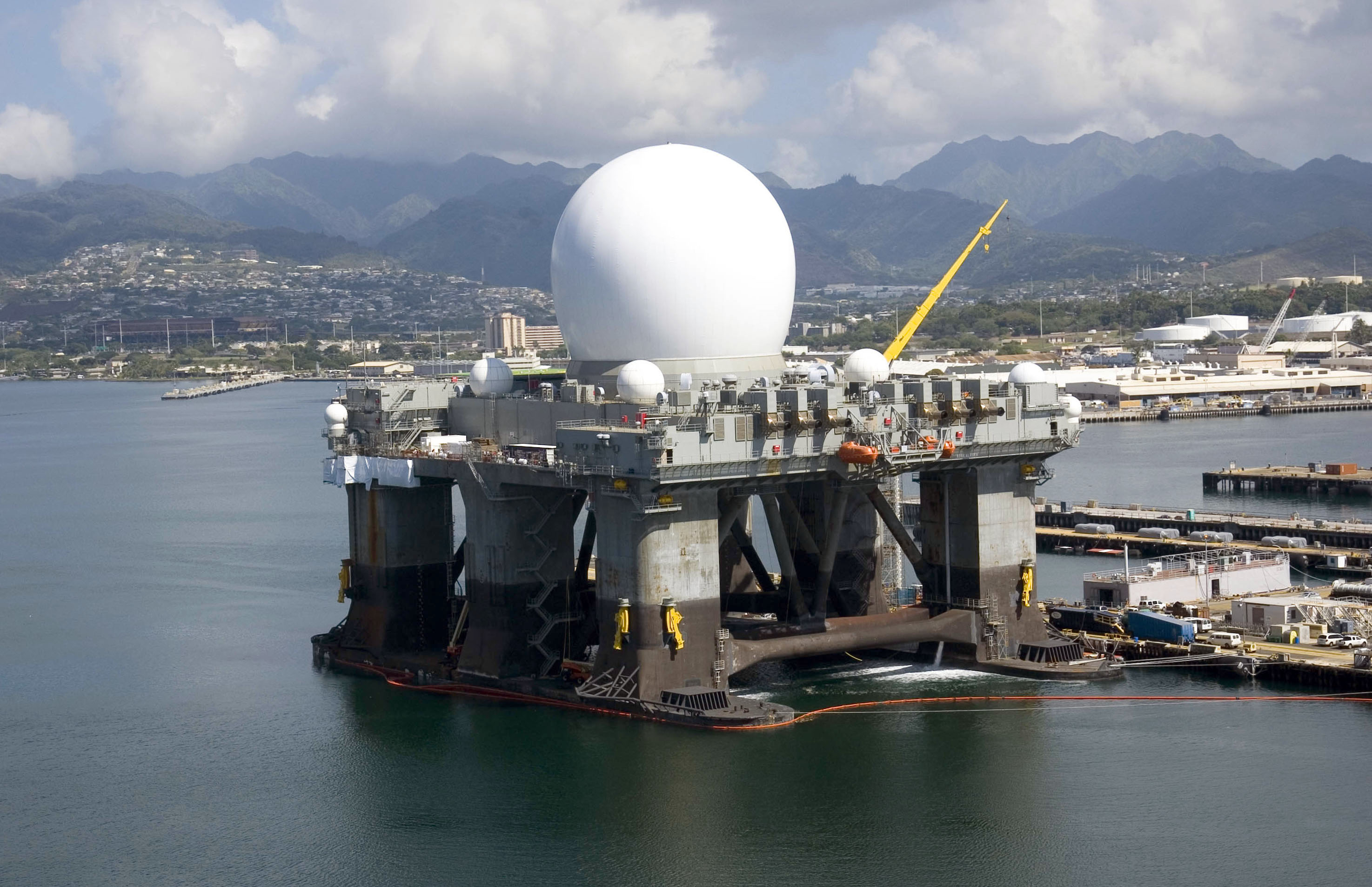
2006年1月時，正在珍珠港內進行小幅度改裝的SBX。
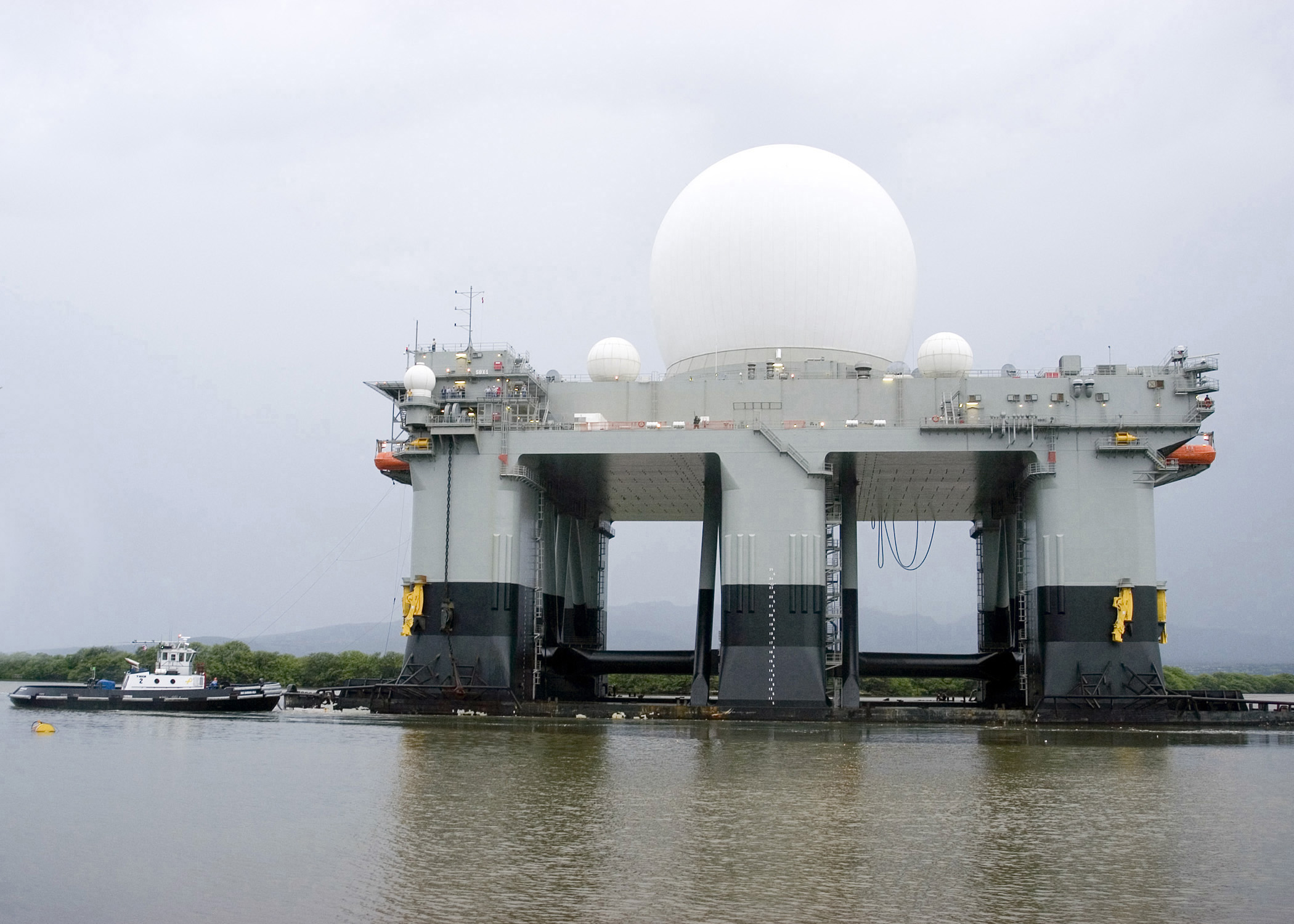
在歷經為期三個月的整補檢修之後，SBX於2006年3月31日啟程離開珍珠港。

## 外部連結
- United States Missile Defense Agency

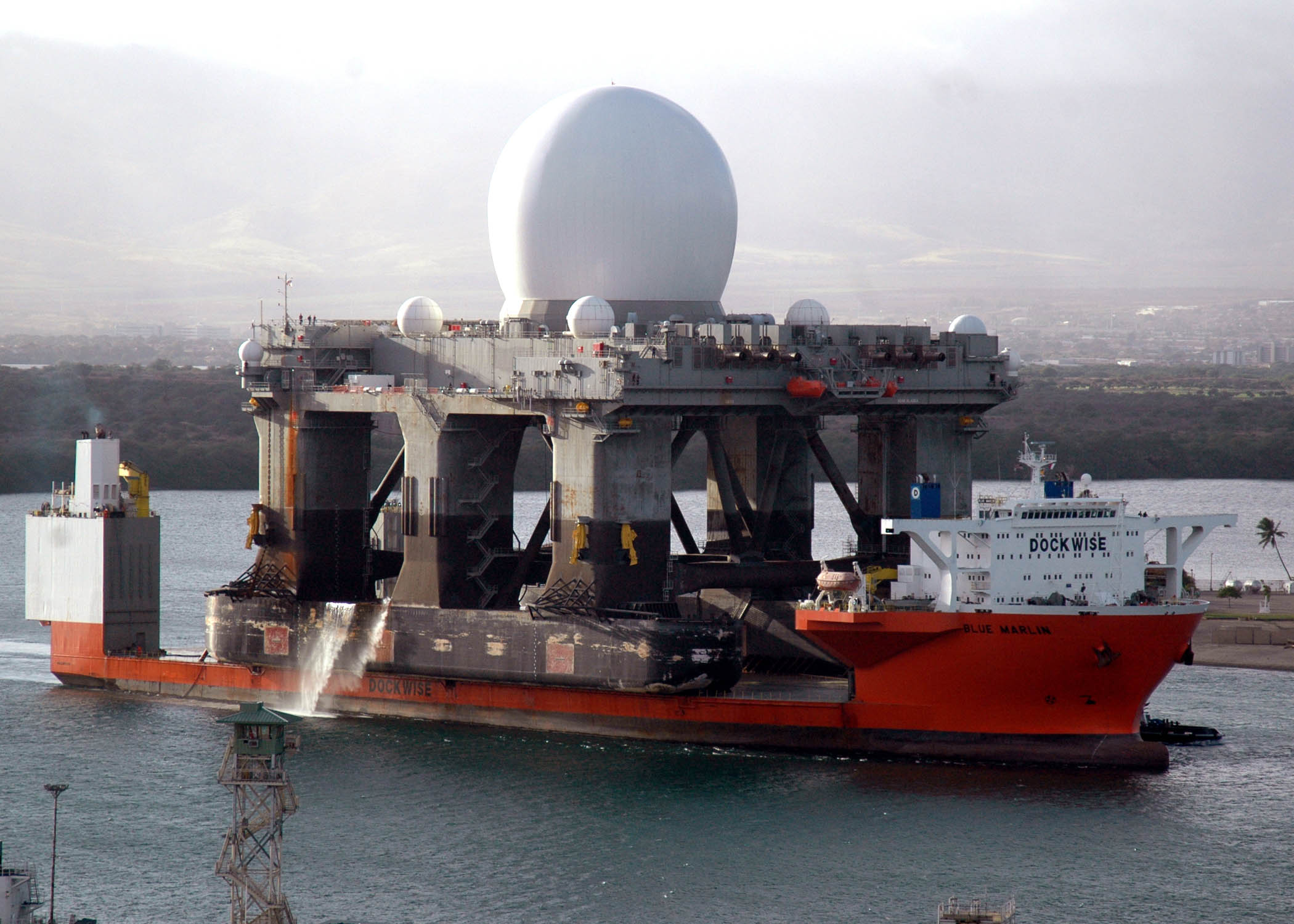
海基X波段雷達由重載船藍馬林魚號（MV Blue Marlin）載運，進入珍珠港進行運補，並在之後繼續前往阿拉斯加艾達克島。

- Boeing Multimedia Sea-Based X-band Radar Image Gallery （页面存档备份，存于）
- Sea-Based X-Band Radar Arrives in Pearl Harbor （页面存档备份，存于）, 2006-01-10
- – MDA announces arrival of SBX at Pearl Harbor, Hawaii (PDF)
- About Raytheon IDS （页面存档备份，存于）